# Burg Vorderreuth
Die Burg Vorderreuth ist eine abgegangene mittelalterliche Turmhügelburg 440 Meter nordnordöstlich der Ortskirche von Vorderreuth, einem heutigen Gemeindeteil von Stadtsteinach im Bayerischen Landkreis  Kulmbach.
Von der ehemaligen Mottenanlage sind noch der Turmhügel mit einem Durchmesser von acht Metern und der Ringgraben mit Außenwall erhalten.